# Alexander von Stuckrad
Franz Friedrich Alexander von Stuckrad (* 20. Februar 1814 in Rhein; † 2. Januar 1895 in Naumburg (Saale)) war ein preußischer Generalleutnant.

## Leben

### Herkunft
Alexander von Stuckrad war ein Sohn des preußischen Generalleutnants Leopold von Stuckrad und dessen Ehefrau Charlotte, geborene von Drigalski (1785–1854). Sein älterer Bruder Otto (1803–1888) war preußischer Generalmajor, Leonhard (1808–1885) preußischer Generalleutnant.

### Militärlaufbahn
Stuckrad besuchte die Kadettenhäuser in Kulm und Berlin. Am 10. August 1831 wurde er als Sekondeleutnant dem 30. Infanterie-Regiment der Preußischen Armee überwiesen. 1835/38 war er zur weiteren Ausbildung an die Allgemeine Kriegsschule kommandiert. Daran schloss sich eine Kommandierung als Erzieher am Berliner Kadettenhaus an. Mit der Beförderung zum Premierleutnant kam er in gleicher Eigenschaft in das Kadettenhaus nach Graudenz. Am 4. April 1846 folgte seine Versetzung in das 4. Infanterie-Regiment und ab März 1847 fungierte Stuckrad als Kompanieführer beim III. Bataillon. Im August 1848 stieg er zum Hauptmann und Kompaniechef auf, bevor Stuckrad Mitte März 1853 als Major und Kommandeur des Landwehrbataillons im 34. Infanterie-Regiment nach Ortelsburg versetzt wurde. Daran schloss sich vom 12. März 1857 bis zum 17. Januar 1859 eine Verwendung als Kommandeur des Füsilier-Bataillons im 24. Infanterie-Regiment an. Anschließend wurde Stuckrad zum Kommandeur des I. Bataillons im 13. Infanterie-Regiment ernannt und Anfang Juli 1860 avancierte er zum Oberstleutnant. Als solcher wurde Stuckrad am 23. August 1860 zum Kommandeur des 1. Oberschlesischen Infanterie-Regiments ernannt und in dieser Stellung am 18. Oktober 1861 zum Oberst befördert. Unter Stellung à la suite des Regiments wurde er am 4. Januar 1866 Kommandeur der 29. Infanterie-Brigade in Koblenz und am 8. Juni 1866 Generalmajor. Im folgenden Krieg gegen Österreich führte Stuckrad seine Brigade in den Schlachten bei Münchengrätz und Königgrätz. Am 24. Mai 1870 wurde er unter Verleihung des Charakters als Generalleutnant mit der gesetzlichen Pension zur Disposition.
Für die Dauer des mobilen Verhältnisses anlässlich des Krieges gegen Frankreich wurde Stuckrad 1870/71 reaktiviert und fungierte als Kommandant von Berlin sowie als Chef des Landgendarmerie. Nach Kriegsende zeichnete ihn Kaiser Wilhelm I. am 18. August 1871 mit dem Stern zum Roten Adlerorden II. Klasse mit Eichenlaub und Schwertern am Ringe aus.

### Familie
Stuckrad verheiratete sich am 30. August 1849 in Berlin mit Ida Kranichfeld (1827–1907), Tochter des Professors Dr. med. Friedrich Wilhelm Kranichfeld. Die Ehe blieb kinderlos.